# COLLECTION II
『COLLECTION II』（コレクション・ツー）は、中山美穂のコレクション・アルバム（シングルコレクション）。1990年11月21日にキングレコードより発売された。規格品番はKICS-60。

## 概要
帯コピー：″きっと…もっと好きになる！″
1987年に発売された『COLLECTION』の続編となるコレクション・アルバム。1988年2月リリースの「You're My Only Shinin' Star」から1990年10月リリースの「愛してるっていわない!」までのシングル表題曲9曲が発売順に、加えてボーナストラック1曲の全10曲が収録されている。
アルバムのラストに収められた「I can't follow you」は、本人主演のTBS系ドラマ『ママはアイドル!』の挿入歌として使用され、劇中ではレコーディング風景が映されたが、未発表曲だったため問い合わせが殺到し、本作にボーナストラックとして収録された。
本作は全曲カラオケで構成されている「COLLECTION II カラオケ集」（規格品番:KICS-83）も発売されている。帯コピーは″きっと もっと うまくなる… ワンポイント・アドバイス付!!″。

## 収録曲

### CD
| #         | タイトル                                   | 作詞      | 作曲      | 編曲                                                         | 時間  |
| --------- | ------------------------------------------ | --------- | --------- | ------------------------------------------------------------ | ----- |
| 1.        | 「You're My Only Shinin' Star」            | 角松敏生  | 角松敏生  | 角松敏生 大谷和夫（Strings Arrange） 数原晋（Brass Arrange） | 4:39  |
| 2.        | 「人魚姫 mermaid」                         | 康珍化    | CINDY     | ROD ANTOON                                                   | 4:06  |
| 3.        | 「Witches ウィッチズ」                     | 康珍化    | CINDY     | 鳥山雄司                                                     | 3:49  |
| 4.        | 「ROSÉCOLOR」                              | 康珍化    | CINDY     | 鳥山雄司                                                     | 5:00  |
| 5.        | 「Virgin Eyes」                            | 吉元由美  | 杏里      | 小倉泰治                                                     | 4:08  |
| 6.        | 「Midnight Taxi」                          | 飛鳥涼    | 飛鳥涼    | 十川知司                                                     | 4:49  |
| 7.        | 「セミスウィートの魔法」                   | 松井五郎  | CINDY     | Rod Antoon CINDY（Chorus Arrange）                           | 4:56  |
| 8.        | 「女神たちの冒険」                         | 松井五郎  | 斉藤英夫  | 斉藤英夫                                                     | 4:05  |
| 9.        | 「愛してるっていわない!」                  | 安藤芳彦  | 羽場仁志  | 樫原伸彦                                                     | 3:43  |
| 10.       | 「I can't follow you」(ボーナス・トラック) | 覚和歌子  | 筒美京平  | 船山基紀                                                     | 3:44  |
| 合計時間: | 合計時間:                                  | 合計時間: | 合計時間: | 合計時間:                                                    | 43:11 |

## 再発盤
- 1998年3月4日 - CD（廉価盤KICS-668／オリジナル盤より音圧レベルが上がっている。赤色の帯に変更）
- 2006年2月1日 - CD（廉価盤KICS-1219／帯がピンク色の新しいバージョンに変更、リマスタリング仕様）
- 2007年 - iTunes配信
- 2014年6月25日 - ハイレゾ配信（2014リマスター、ハイレゾ音源にて今作含むCOLLECTIONシリーズ全てが同日配信開始／配信元：mora、e-onkyo music、VICTOR STUDIO HD-Music）